# Baião (música)
Baião é um gênero de música e dança popular da região Nordeste do Brasil, derivado de um tipo de lundu, denominado "baiano", de cujo nome é corruptela. O baião utiliza muito os seguintes instrumentos musicais: viola caipira, triângulo, flauta doce e acordeão (também chamado de sanfona). A rabeca é apontada como o instrumento característico do Baião, dada a sonoridade lembrar a da sanfona que por sua vez seria a mais identificada quando o ritmo se tornou conhecido nacional e internacionalmente. Os sons destes instrumentos são intercalados ao canto. A temática do baião é o cotidiano dos sertanejos e das dificuldades da vida dos tais, como na canção "Asa Branca" que fala do sofrimento do sertanejo em função da seca nordestina.
Foi na segunda metade da década de 1940 que o baião tornou-se popular, através dos músicos Luiz Gonzaga (conhecido como o “rei do baião”) e Humberto Teixeira (“o doutor do baião”), abrindo caminho para outros artistas que ficariam muito conhecidos como Sivuca e Carmélia Alves.
O baião ainda influenciaria o trabalho de muitos artistas contemporâneos, tendo renascido o interesse pelo gênero ainda na década de 1970 com o advento da "Tropicália" e como influência marcante nos trabalhos de músicos nordestinos desde então.

## História
Segundo informa Câmara Cascudo, foi gênero de dança popular bastante comum durante o século XIX.
Em 1928 Rodrigues de Carvalho registrou que "…o baião, que é o [ritmo] mais comum entre a canalha, e toma diversas modalidades.
Câmara Cascudo registra ainda a sua popularização no país, a partir de 1946, com Luiz Gonzaga, em forma modificada pela "inconsciente influência local do samba e das congas cubanas" - sendo o ritmo de sucesso, vencendo o espaço então dominado pelo bolero.
Sua execução original era com sanfonas, que com a popularização passou a anexar o orquestramento.
A conjunto da instrumentação básica do baião, segundo Luiz Gonzaga num depoimento, é de origem portuguesa, mais especificamente da chula.
' ' ' ' Depois eu verifiquei que esse conjunto era de origem portuguesa, porque a chula do velho Portugal tem essas coisas, o ferrinho (triângulo), o bombo (o zabumba) e a rabeca (a sanfona)… é folclore que chegou de lá no Brasil e deu certo. Agora, o que eu criei, foi a divisão do triângulo, como ele é tocado no baião. Isso aí não era conhecido. (Deryfus, 1996, p.152 apud Ramalho, 2000, p.62) ' ' ' '
O primeiro sucesso veio com a música homônima - Baião - de Luiz Gonzaga e Humberto Teixeira, cuja letra diz: "Eu vou mostrar pra vocês / Como se dança o baião / E quem quiser aprender / É favor prestar atenção." e "(…) o baião tem um quê / Que as outras danças não têm".
Gonzaga logo passou a dominar o gosto popular com outros sucessos no estilo do baião, a ponto de jornais da época registrarem que o ritmo tornara-se a "coqueluche nacional de 1949" (segundo a revista Radar) e era decisiva sua influência "na predileção do povo" (jornal Diário Carioca).
A partir da década de 1950, o gênero passou a ser gravado por diversos outros artistas, dentre os quais Marlene, Emilinha Borba, Ivon Curi, Carolina Cardoso de Menezes, Carmem Miranda, Isaura Garcia, Ademilde Fonseca, Dircinha Batista, Jamelão, dentre outros. Se Gonzaga era o "Rei do Baião", Carmélia Alves era tida como a "Rainha", Claudete Soares a "princesa" e Luiz Vieira o "príncipe". Após um período de relativo esquecimento, durante a década de 1960 e a seguinte, no final dos anos 70 ressurgiu com Dominguinhos, Zito Borborema, João do Vale, Quinteto Violado, Jorge de Altinho e outros.
O ritmo influenciou ainda o tropicalismo de Gilberto Gil e o rock'n roll de outro baiano - Raul Seixas. Este último fundiu os dois ritmos, criando aquilo que chamou de "Baioque".

## Características
Segundo Guerra Peixe, o baião possui uma escala que vai de dó a dó, com as seguintes variações:
1. todos os graus naturais (modo jônio);
2. com o sétimo grau abaixado (si bemol) (modo mixolídio);
3. com o quarto grau aumentado (fá sustenido) (modo lídio);
4. a mistura dos dois dos modos anteriores, ou dos três;
5. poucas vezes no modo clássico europeu; e
6. raramente, no modo menor com o sexto grau maior (modo dórico).

Continuando, o maestro consigna que possui os ritmos melódicos: semicolcheia, colcheia, semínima e mínima prolongada em compasso de dois por quatro. As harmônicas nos modos acima:
1. modo maior:
  1. I, V e IV graus, em ordens variáveis;
  2. I, II graus, com a terceira do acorde alterada (fá sustenido).
2. modo menor:
  1. I, IV grau, com a terceira alterada (fá sustenido).

## Principais músicos do Baião
- Luiz Gonzaga - O Rei do baião.
- Hermeto Pascoal
- Jackson do Pandeiro
- Humberto Teixeira - o "Doutor do baião".
- Carmélia Alves - a "Rainha do Baião"
- Dominguinhos
- Claudete Soares, que no início da carreira foi chamada de "Princesa do Baião"
- Sérgio Reis